# آسترید کارولینا هررا
 آسترید کارولینا هررا (انگلیسی: Astrid Carolina Herrera؛ زادهٔ ۲۳ ژوئن ۱۹۶۳) یک مانکن، هنرپیشه و ملکه زیبایی اهل ونزوئلا است. او در سال ۱۹۸۴ برنده دوشیزه دنیا شد.